# Муніципальний стадіон (М'єркуря-Чук)
Муніципа́льний стадіо́н — багатоцільовий стадіон у місті М'єркуря-Чук, Румунія. Він використовується переважно для футбольних матчів і є домашнім стадіоном команди ФК «Чиксереда». Стадіон має місткість 4000 місць, всі місця — сидячі.

## Історія
Побудований у 1904 році, він зазнав численних реконструкцій, спочатку в 1960-х роках, а потім у 1990-х. Початкова місткість стадіону становила 1200 місць. У 2016—2017 роках відбулося перше розширення, побудовано трибуну I. Місткість стадіону у 2016 році становила 2000 місць, з яких 800 були критими. Трибуна II, побудована у 2021—2022 роках, схожа за зовнішнім виглядом на трибуну I, додала до арени ще 1400 місць. Криті трибуни відповідають умовам та правилам Румунської федерації футболу, а також УЄФА.
Газон обладнаний системою обігріву. Додатково облаштовано тренувальне поле зі штучним покриттям.
Стадіон обладнаний приміщенням для коментаторів і журналістів.
Інвестиції в розмірі близько 3 мільйонів євро надав уряд Угорщини.